# Direcció general de Biodiversitat i Qualitat Ambiental
La Direcció general de Biodiversitat i Qualitat Ambiental és un òrgan de gestió de la Secretaria d'Estat de Medi Ambient del Ministeri de Transició Ecològica encarregat del control mediambiental en tots els seus àmbits així com el compliment dels Convenis signats per Espanya en aquest aspecte.

## Funcions
Les funcions de la Direcció general es regulen en l'article 7 del Reial decret 864/2018:
- La formulació de la política nacional en matèria de qualitat de l'aire, prevenció, reducció i control de la contaminació, inclosa la contaminació acústica, avaluació ambiental, i de prevenció i gestió dels residus, d'acord amb els principis del desenvolupament sostenible i l'economia circular, en matèria de protecció i conservació del patrimoni natural i de la biodiversitat, així com en matèria de responsabilitat mediambiental.
- L'elaboració de plans nacionals i la programació d'actuacions referents a la prevenció, reducció i control integrat de la contaminació, prevenció i gestió de residus, sòls contaminats, i economia circular.
- La tramitació i resolució dels procediments d'avaluació ambiental estratègica de plans i programes de competència estatal i d'avaluació d'impacte ambiental de projectes de competència estatal.
- L'exercici de les funcions de representació del Ministeri en els organismes internacionals i el seguiment dels convenis internacionals en les matèries de la seva competència i, quan correspongui, l'exercici de la funció de punt focal nacional.
- Les relacions amb la Agència Europea de Medi ambient, la representació del Ministeri en el seu Consell d'Administració, a la seva Xarxa de Punts Focals Nacionals i en les reunions de la Xarxa d'Agències Europees de Medi ambient. En particular corresponen a la Direcció general totes les accions relatives al desenvolupament i impuls en el disseny d'indicadors ambientals per monitorar l'estat del medi ambient mitjançant l'elaboració anual de l'informi Perfil Ambiental d'Espanya i la coordinació de la Xarxa EIONET a Espanya.
- La representació del Ministeri a la xarxa de la Unió Europea per a l'aplicació i el compliment de la legislació en matèria de medi ambient, Xarxa IMPEL. Així mateix, li correspon la coordinació nacional i l'impuls de la participació espanyola a la Xarxa i els seus projectes.
- L'exercici del paper d'autoritat competent del Sistema Espanyol d'Inventari i Projeccions d'Emissions a l'Atmosfera (SEI) de gasos amb efecte d'hivernacle i contaminants atmosfèrics, sense perjudici de les funcions tècniques de caràcter estadístic que corresponen a la Secretaria General Tècnica.
- L'elaboració, actualització i manteniment del Registre d'emissions i fonts contaminants PRTR-Espanya, d'acord amb el Protocol PRTR del Conveni d'Aarhus (UNECE) i del Reglament (CE) n. 166/2006 del Parlament Europeu i del Consell, de 18 de gener de 2006.
- L'avaluació del risc ambiental de productes químics i altres substàncies, l'exercici de la funció d'autoritat competent en els aspectes mediambientals de comercialització i ús de biocides i de comercialització de fitosanitaris en la Unió Europea i sobre la classificació, etiquetatge i envasat de substàncies i mescles químiques; i en matèria de organismes modificats genèticament, la coordinació i Presidència de la Comissió Nacional de Bioseguretat així com l'impuls i foment de les mesures de traçabilitat d'acord amb el que es disposa per la Unió Europea.
- L'exercici de punt focal nacional davant el Conveni d'Estocolm sobre Contaminants Orgànics Persistents, davant el Conveni de Rotterdam per a l'aplicació del Procediment de Consentiment Fonamentat Previ a certs plaguicides i productes químics perillosos objecte de comerç internacional, davant l'Enfocament Estratègic per a la Gestió de Productes Químics en l'àmbit internacional, davant el Conveni de Viena per a la protecció de la capa d'ozó i el seu Protocol de Montreal, davant el Conveni de Ginebra sobre contaminació atmosfèrica transfronterera a llarga distància i els seus Protocols i davant el Conveni de Minamata, sobre el mercuri davant el Conveni de Nacions Unides sobre la Diversitat Biològica i el seu Protocol de Nagoya, davant el Conveni de Ramsar i davant el Conveni de Basilea sobre el control dels moviments transfronterers de les deixalles perilloses i la seva eliminació, entre uns altres.
- La formulació i aplicació de la política nacional en matèria de Responsabilitat Mediambiental.
- La gestió del Registre Nacional de Llots.
- La instrumentació dels mecanismes necessaris per a la integració dels aspectes ambientals, en el conjunt de les polítiques socials i econòmiques.
- La coordinació i cooperació amb les comunitats autònomes en l'àmbit de les polítiques ambientals desenvolupades per la Direcció general, sense perjudici de les competències d'aquelles.
- Les funcions que la Llei 42/2007, de 13 de desembre, del Patrimoni Natural i de la Biodiversitat, atribueix a l'Administració General de l'Estat, sense perjudici de les competències que corresponen a altres òrgans o departaments.
- La programació dels projectes en matèria de biodiversitat susceptibles de finançament amb fons europeus i l'elaboració de la documentació necessària, així com el seguiment i l'avaluació d'aquests projectes.
- La planificació, la formulació d'estratègies i directrius bàsiques comunes per a la conservació i l'ús sostenible del patrimoni natural i la biodiversitat, d'acord amb els programes nacionals i internacionals de conservació de la biodiversitat. En relació amb el Pla Estratègic Estatal per al Patrimoni Natural i la Biodiversitat, l'impuls d'execució de les seves funcions, així com el seguiment i l'avaluació de la seva aplicació i l'elaboració dels seus plans sectorials.
- L'elaboració de criteris comuns per al desenvolupament, conservació, gestió i finançament de la Xarxa Natura 2000 i dels espais naturals protegits, incloent els aiguamolls i la seva integració en les polítiques sectorials, especialment les de desenvolupament rural i regional, en coordinació amb la Secretaria General d'Agricultura i Alimentació del Ministeri d'Agricultura, Pesca i Alimentació, i la seva consideració en el planejament i construcció d'infraestructures, en coordinació amb la Direcció general de Sostenibilitat de la Costa i del Mar, referent a la Xarxa Natura 2000 en el medi marí.
- Els informes previs als pronunciaments ambientals dels procediments d'avaluació ambiental, quan resultin exigibles per l'aplicació de la normativa de medi natural.
- L'elaboració de l'Inventari Espanyol del Patrimoni Natural i la Biodiversitat, d'acord amb l'article 9 de la Llei 42/2007, de 13 de desembre, del Patrimoni Natural i la Biodiversitat; la comptabilitat del patrimoni natural; el desenvolupament de la Xarxa EIONET-Naturalesa i la funció de centre nacional de referència de l'Agència Europea de Medi ambient en aquestes matèries.
- L'actuació com a autoritat científica del Conveni sobre el Comerç Internacional d'Espècies Amenaçades de Flora i Fauna Silvestre (CITES).

## Estructura
De la Direcció general depenen els següents òrgans:
- Subdirecció General de Residus.
- Subdirecció General de Qualitat de l'Aire i Medi ambient Industrial.
- Subdirecció General d'Avaluació Ambiental.
- Subdirecció General de Biodiversitat i Medi Natural.

## Llista de directors generals
- Francisco Javier Cachón de Mesa (2016-2018)[2]
- Guillermina Yanguas Montero (2011-2016)
- Jesús Huertas García (2010-2011) (DG de Qualitat i Avaluació Ambiental)
- María Jesús Rodríguez de Sancho (2008-2010)
- Jaime Alejandre Martínez (2004-2008)
- Germán Glaría Galcerán (2000-2004)
- José Trigueros Rodrigo (1999-2000)
- Dolores Carrillo Dorado (1996-1999)